# 말달리자 환상의 짝꿍
《말달리자 환상의 짝꿍》은 2006년 5월 1일부터 2007년 5월 20일까지 방송된 예능 프로그램이다.

## 프로그램 소개
- 대한민국을 대표하는 최고의 연예인들과 우리들의 꿈과 희망인 어린이들이 환상의 짝꿍이 되어 1등의 고지를 향해 함께 달리는 유쾌한 퀴즈 레이스~~ 말달리자 환상의 짝꿍!
- 알차고 다양한 문제들이 가득한 거침없이 OX! 본격 퀴즈 버라이어티! 퀴즈 GO GO~ 누르GO! 맞히GO! 진정한 브레인을 가려내는 찰떡궁합 숫자퍼즐! 손에 땀을 쥐는 환상의 커플 최강전까지!
- 일요일 아침 대한민국의 온 국민이 즐겁고 행복해지는 그 날까지 말 달리자 환상의 짝꿍이 함께 달려갑니다!

## 진행자
| 역대 (기수) | 진행자                 | 진행 기간                          |
| ----------- | ---------------------- | ---------------------------------- |
| 1기         | 김제동, 강정화         | 2006년 5월 1일 ~ 2006년 10월 30일  |
| 2기         | 김제동, 박은혜         | 2006년 11월 12일 ~ 2007년 4월 15일 |
| 3기         | 김제동, 박은혜, 오상진 | 2007년 4월 22일 ~ 2007년 5월 20일  |

## 방송 시간
| 방송 채널 | 프로그램명           | 방송 기간                          | 방송 시간                             | 방송 분량 |
| --------- | -------------------- | ---------------------------------- | ------------------------------------- | --------- |
| MBC TV    | 말달리자 환상의 짝꿍 | 2006년 5월 1일 ~ 2006년 10월 30일  | 매주 월요일 저녁 7시 20분 ~ 8시 20분  | 1시간     |
| MBC TV    | 말달리자 환상의 짝꿍 | 2006년 11월 12일 ~ 2007년 5월 20일 | 매주 일요일 오전 9시 50분 ~ 10시 50분 | 1시간     |